# Жабкино (Московская область)
Жабкино — деревня в Ленинском городском округе Московской области России.

## География
Находится около Симферопольского шоссе (съезда к деревне нет) в 1 км от МКАД и примерно в 4 км к западу от центра города Видного. Ближайшие населённые пункты — посёлок городского типа Измайлово, посёлки Битца и Дубровский, деревни Вырубово и Спасские Выселки. Рядом протекает река Битца. В восточной части деревни находятся пруд и Жабкинское кладбище.
К северу от частной застройки Жабкино расположен многоэтажный жилой квартал Булатниково.

## Этимология
Название деревни, предположительно, происходит от некалендарного личного имени Жабка.

## История
В XIX веке деревня Жабкина входила в состав Сухановской волости Подольского уезда.
К северу от частной застройки Жабкино строится жилой квартал Булатниково, состоящий из многоквартирных домов.
До 2006 года деревня входила в Булатниковский сельский округ Ленинского района, а с 2006 до 2019 года в рамках организации местного самоуправления входила в Булатниковское сельское поселение Ленинского муниципального района.
С 2019 года входит в Ленинский городской округ.

## Население
| 2002 | 2006 | 2010 |
| ---- | ---- | ---- |
| 67   | ↘62  | ↗311 |

В 1899 году в деревне проживало 143 человека.
Согласно Всероссийской переписи, в 2002 году в деревне проживало 67 человек (24 мужчины и 43 женщины). По данным на 2005 год в деревне проживало 62 человека. Согласно Всероссийской переписи, в 2010 году в деревне проживало 311 человек. В настоящее время население значительно возросло в связи с заселением многоквартирных домов жилого квартала Булатниково.

## Инфраструктура
- Улицы — Троицкая, Центральная и др.

## Известные жители
В деревне жил и умер известный артист Юрий Кузьменков (1941—2011).